# Festival international du film de Mar del Plata 2020
Le Festival international du film de Mar del Plata 2020, 35e édition du festival, se déroule du 21 au 29 novembre 2020.

## Sélection

### En compétition internationale
- Isabella de Matías Piñeiro  Argentine
- Sophie Jones de Jessie Barr  États-Unis
- El año del descubrimiento de Luis López Carrasco  Espagne
- Adiós a la memoria de Clarisa Navas  Argentine
- Red Post on Escher Street de Sono Sion  Japon
- Moving On de Yoon Dan-bi  Corée du Sud
- Seize printemps de Suzanne Lindon  France
- Nosotros nunca moriremos de Eduardo Crespo  Argentine
- Shiva Baby de Emma Seligman  Canada  États-Unis

## Palmarès

### En compétition internationale
- Astor d'or du meilleur film : El año del descubrimiento de Luis López Carrasco
- Astor du meilleur réalisateur : Matías Piñeiro pour Isabella
- Astor de la meilleure interprétation : María Villar pour son rôle dans Isabella
- Astor du meilleur scénario : Nicolás Prividera pour Adiós a la memoria
- Prix spécial du jury : Moving On de Yoon Dan-bi